# Первенство СССР между командами союзных республик по шахматам 1983
16-е первенство СССР между командами союзных республик по шахматам 1983 проходило в августе 1983 года в Москве в рамках 8-й Спартакиады народов СССР. По итогам предварительных соревнований сформировано 3 финальных группы, где по круговой системе разыгрывались места: 1-я группа (1—6-е), 2-я (7—12-е) и 3-я (13—17-е); состав команды: 6 шахматистов и 2 шахматистки.

## 1-я группа
- 1. Москва (А. Карпов, Т. Петросян, Ю. Балашов, С. Долматов, С. Макарычев, Е. Васюков, А. Юсупов — запасной, Е. Фаталибекова, Л. Зайцева) — 23 очка;
- 2. Грузинская ССР (Т. Георгадзе, Б. Гургенидзе, З. Азмайпарашвили, Г. Зайчик, Э. Убилава, З. Стуруа, Э. Гуфельд — запасной, М. Чибурданидзе, Н. Гаприндашвили) — 21½;
- 3. Ленинград (М. Тайманов, А. Кочиев, Л. Юдасин, А. Лукин, А. Ермолинский, М. Цейтлин, В. Оснос — запасной, И. Левитина, Е. Быстрякова) — 21;
- 4. УССР — 19½;
- 5. Латвийская ССР — 18½;
- 6. Армянская ССР — 16½;

## 2-я группа
- 7. РСФСР — 30 очков;
- 8. БССР — 23;
- 9. Казахская ССР — 21½;
- 10. Узбекская ССР — 16½;
- 11. Азербайджанская ССР — 15½;
- 12. Молдавская ССР — 13½;

## 3-я группа
- 13. Эстонская ССР — 22 очка;
- 14. Киргизская ССР — 18;
- 15. Литовская ССР — 18;
- 16. Туркменская ССР — 12;
- 17. Таджикская ССР — 10.

Лучшие индивидуальные результаты: 1-я мужская доска — Г. Агзамов (Узбекская ССР) — 6 из 8; 1-я женская доска — Е. Ахмыловская (РСФСР) — 6 из 8. 